# Thomas Lehne Olsen
Thomas Lehne Olsen (29 juni 1991) is een Noorse voetballer, die als aanvaller voor de club Lillestrøm SK speelt.

## Carrière
Lehne Olsen maakte zijn debuut voor HamKam op 14 april 2009 tegen Alta, ze wonnen de wedstrijd met 7-0. Hij maakte zijn debuut voor Strømsgodset op 24 mei 2013 tegen Ålesund FK, er werd met 2-1 gewonnen.
Op 6 augustus 2014 tekende Olsen voor een verhuurperiode bij Ullensaker/Kisa IL.
In december 2015 tekende Lehne Olsen voor Tromsø IL, waar hij in zijn eerste seizoen 30 wedstrijden speelde en 8 keer scoorde.
In 2018 tekende Olsen bij Lillestrøm SK.